# 国際経営学科
国際経営学科（こくさいけいえいがっか）とは、大学に置かれる学科の一つである。

## 概要と目的
国際経営学を教育することを目的としている。在学中に学生は国際的な観点からのビジネス・商業の教育をうける。文部科学省の「高大接続改革」により、商業高等学校から簿記会計学を学んできた多くの優秀な学生が進学してきている。卒業後は世界を舞台として活躍できるだけの人材へと成長することが期待されている。カリキュラムは英語学習の比重を高くしている。学生は商学科や会計学科と同様に税理士試験や公認会計士試験を積極的に受験している。

## 進路
経営学は多くの資格試験や公務員採用試験の受験科目となっている。下記に代表的な事例を記載する。

### 資格試験
- 公認会計士・監査審査会が行う国家試験である公認会計士試験の受験科目である。

### 公務員採用試験
- 準キャリアと位置付けられている財務専門官採用試験の受験科目である。
- 国税専門官採用試験の受験科目である。税務大学校での研修を経て国税専門官となる。国税専門官は勤務年数等の条件を充足すると税理士資格が付与される。

## 国際経営学科を置く大学

### 国立
- 横浜国立大学経営学部

### 公立
- 長崎県立大学経営学部

### 私立
- 玉川大学経営学部
- 明治学院大学経済学部
- 立教大学経営学部
- 神奈川大学経営学部
- 名城大学経営学部
- 立命館大学経営学部
- 立命館アジア太平洋大学国際経営学部
- 中央大学国際経営学部（2019年開設）
- 二松學舍大学国際政治経済学部（2018年開設）